# Brionne
Brionne je francouzská obec v departementu Eure v regionu Normandie. V roce 2010 zde žilo 4 297 obyvatel. Je centrem kantonu Brionne.

## Vývoj počtu obyvatel
Počet obyvatel 